# Pačejov
Pačejov település Csehországban, a Klatovyi járásban. Pačejov Velký Bor, Myslív, Nalžovské Hory, Maňovice, Břežany, Olšany és Horažďovice településekkel határos. Lakosainak száma 699 fő (2024. január 1.).

## Népesség
A település lakosságának változását az alábbi diagram mutatja:
| Lakosok száma | 1156 | 1148 | 1181 | 991  | 891  | 783  | 754  | 739  | 709  | 699  |
|               | 1869 | 1890 | 1921 | 1950 | 1980 | 2001 | 2017 | 2019 | 2022 | 2024 |